# フォード トライモータ
フォード トライモータ（Ford 4-AT Trimotor）は1920年代後半から1930年代のアメリカ合衆国の旅客機である。名称の"トライモータ(tri motor)"の名前の通り、発動機(モータ)を機首と両翼とに各1基ずつ計3発(トライ)搭載した三発機である。

## 概要
1926年から1933年の間に199機が生産された。外観やレイアウトはフォッカーの3発旅客機フォッカー VIIb-3Mとほとんど同じで、外板にアルクラッド材を使用して耐食性を向上させている。ブリキのガチョウ（“Tin Goose”）と呼ばれた。重量の増加により、フォッカーに比べて航続距離は減少した。
ヘンリー・フォードの航空機に対する「全金属製、複数のエンジンの、単葉機」という思想を実現したものである。また量産思想により、1日1機の生産をめざした。この量産を実現するため、1925年フォードはウィリアム・B・スタウトの会社、Stout Aircraft Company を買収した。より小さい機体の3-ATまではウィリアム・B・スタウトが設計したが、4-ATからはウィリアム・B・メイヨに代わった。販売は思わしくなく世界恐慌の到来もあり、フォードはこの機体の生産だけで航空機業界から撤退した。
アメリカ陸軍航空隊では輸送機として4-AT-B型とE型をC-3として採用し、後にエンジンを換装されC-9となった。海軍でもJRの名称で使用された。派生型のモデル5-AT-BおよびDもC-4として採用され、爆撃機型もXB-906として試験された。